# Mario Calderara
Mario Calderara (Verona, 10 ottobre 1879 – Roma, 18 marzo 1944) è stato un inventore e aviatore italiano.
È stato il primo italiano a conseguire il brevetto di volo nel 1909, e a costruire il primo idrovolante italiano nel 1911.

Francobollo commemorativo emesso dalle Poste Italiane il 12 settembre 2003

## Biografia
Figlio maggiore del generale degli alpini Marco Calderara e di Eleonora Tantini, fin da bambino fu attirato dalla vita marinara. Nel 1898 fu ammesso all'Accademia Navale di Livorno, e fu promosso guardiamarina nel 1901. Era fortemente attratto dalla possibilità dell'uomo di volare, cosa che in quegli anni cominciava pian piano a trasformarsi da pura fantasia a realtà.
Sono di quel periodo infatti i tanti studi e i primi successi di Otto Lilienthal e dei fratelli Wright.
È proprio con questi ultimi che Calderara ebbe un'intensa corrispondenza. Nel 1905, dopo aver appreso la notizia che avevano effettuato con successo il primo volo con il proprio aereo, egli chiese loro alcuni lumi e dettagli tecnici. Ricevette le risposte che cercava, e negli anni nacque tra loro un'intensa amicizia. Con le informazioni dei fratelli Wright, nel 1907 iniziò i primi esperimenti di volo a vela nel golfo della Spezia. Nel corso degli esperimenti con un biplano trascinato da una nave, raggiunse un'altitudine di oltre quindici metri, poi però cadde nell'acqua e rischiò la morte per annegamento.
Nel 1908, a seguito di una visita a Roma del pilota Léon Delagrange, Calderara conobbe il costruttore francese Gabriel Voisin. Per poter lavorare con lui chiese ed ottenne una licenza di sei mesi, si trasferì in Francia, ad Issy-les-Moulineaux nel luglio dello stesso anno e collaborò con Voisin come progettista di aeroplani. Grazie al contributo economico di Ambroise Goupy progettò e costruì il Calderara Goupy, un aereo innovativo, biplano, ad elica traente, che volò con successo a Buc l'11 marzo 1909.
Fu in quei mesi, a Le Mans, che Calderara conobbe Wilbur Wright invitato in Francia con il suo Flyer. L'aereo dei Fratelli Wright era in grado di compiere voli di oltre 30 o 60 minuti, a differenza di quanto riuscivano a volare gli aerei fino allora costruiti da Louis Blériot, Gabriel Voisin o Henri Farman. L'Aero Club d'Italia, di concerto con il maggiore Maurizio Mario Moris, invitò Wright a Roma.
Nel mese di aprile del 1909 diede alcune lezioni di volo con il suo aereo a Mario Calderara, in quello che diventerà l'aeroporto di Centocelle. Nel settembre del 1909, in seguito ai trionfi di Calderara sul circuito di Brescia, organizzati dall'Aero Club d'Italia, gli venne assegnato il brevetto di pilota n° 1. Nel 1911 progettò e costruì un suo idrovolante, il più grande del mondo a quel tempo, che si alzò in volo nella primavera del 1912 nel golfo della Spezia trasportando tre passeggeri oltre al pilota.
Dal 1917 al 1919 gli fu assegnato il comando di una nuova scuola per piloti di idrovolanti della marina statunitense. Le capacità del Capitano di Corvetta Calderara, furono riconosciute dalla U.S. Navy che gli conferì la "American Navy Cross". Dal 1923 al 1925 fu nominato addetto aeronautico presso l'Ambasciata Italiana a Washington. Successivamente, lasciata la Regia Marina dopo aver raggiunto il grado di capitano di fregata, si trasferì a Parigi, avviando con successo un'attività commerciale nel settore aeronautico.
Nel 1939 Calderara si trasferì in Italia. Quando scoppiò la seconda guerra mondiale, la casa acquistata nei dintorni di Parigi gli fu espropriata e la famiglia dovette affrontare molte difficoltà finanziarie. Nel corso della sua vita ha vissuto anche a Bagni di Lucca in provincia di Lucca. Il 18 marzo 1944, Mario Calderara morì, nel suo letto, per un malore improvviso. Il portale web dell'Aeronautica Militare ha proposto una pagina, intitolata "I grandi aviatori", in cui vengono citate le maggiori personalità storiche dell'aviazione italiana, ponendo Calderara tra di esse.